# Monte Schiara
Monte Schiara – szczyt w Dolomitach, w Alpach Wschodnich. Leży w północnych Włoszech, w regionie Wenecja Euganejska, blisko miejscowości Belluno. Można go zdobyć ze schronisk: Rifugio 7° Alpini (1491 m), Bivacco I. e G. Sperti (2000 m), Bivacco U della Bernardina (2320 m) lub Bivacco del Marmol (2266 m).
Pierwszego wejścia dokonali Gottfried Merzbacher, Cesare Tome i Santo Siorpaes 17 sierpnia 1878 r.